# Delicias de Concepción
Delicias de Concepción è un comune del dipartimento di Morazán, in El Salvador.